# Seminari in Italia

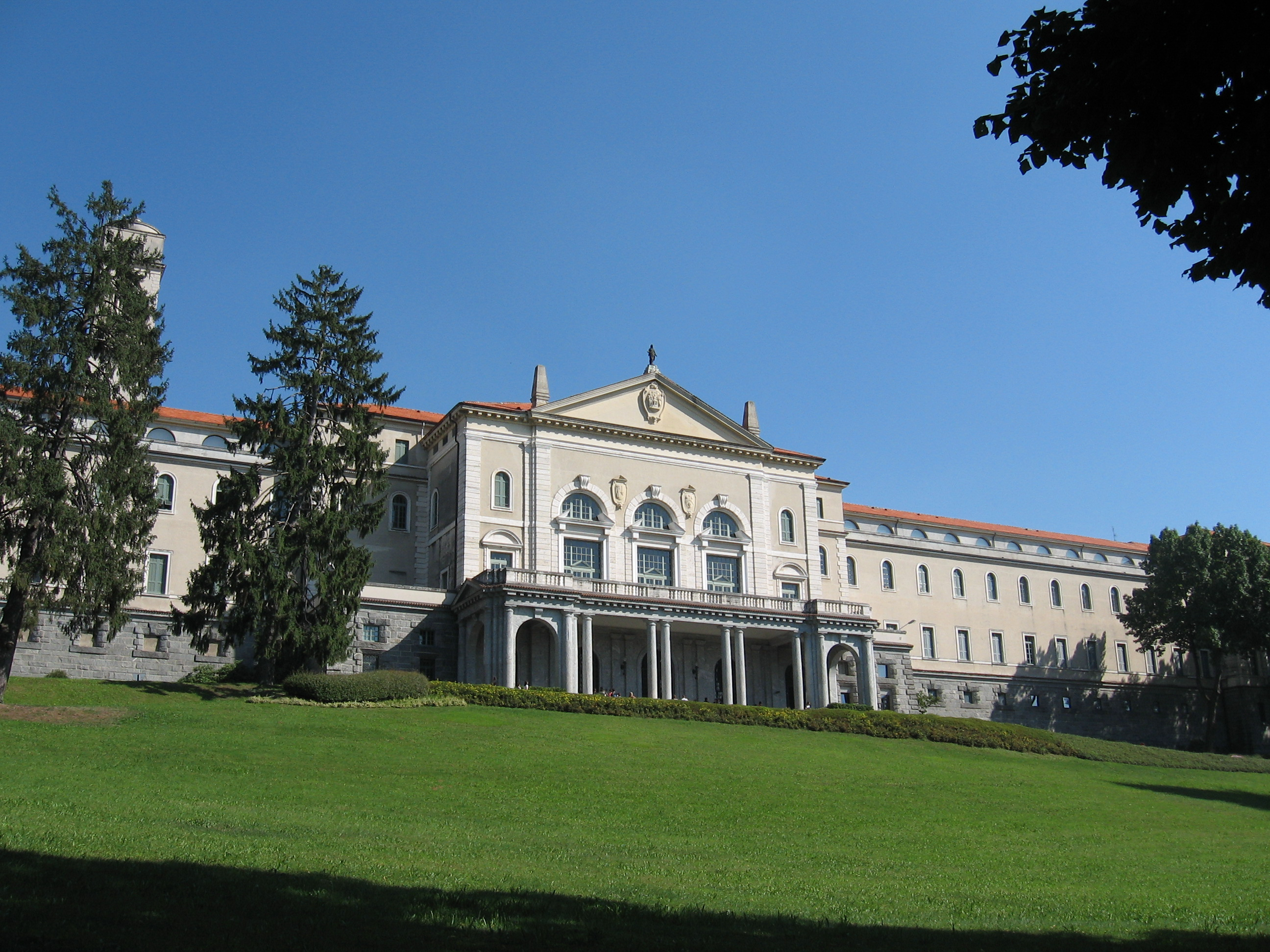
La sede del Seminario arcivescovile di Milano a Venegono Inferiore, attiva dal 1935

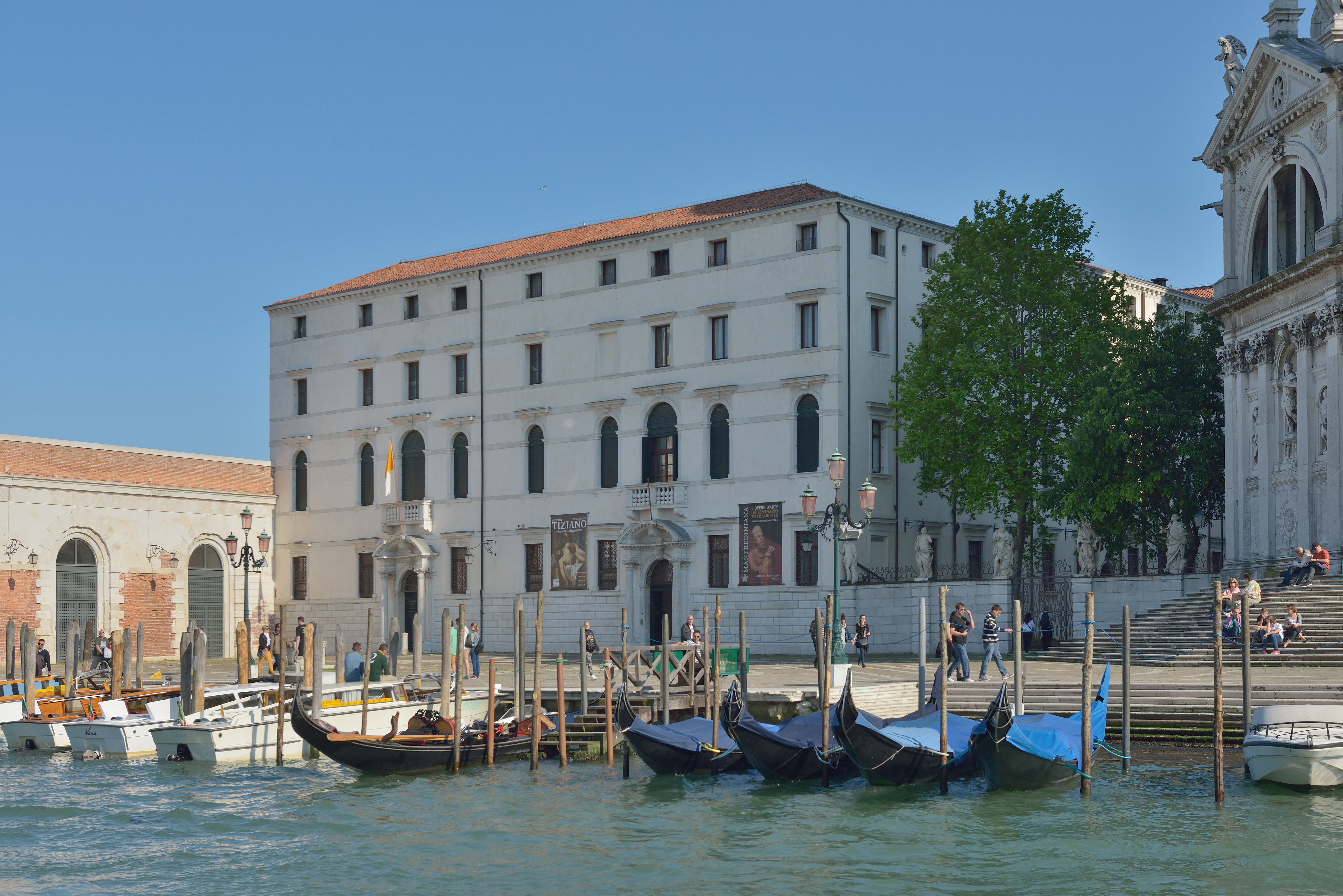
La sede del Seminario patriarcale di Venezia presso Punta della Dogana

La lista dei seminari in Italia annovera i seminari cattolici e le maggiori altre istituzioni di formazione ecclesiastica presenti sul territorio della Repubblica Italiana suddivisi per regione amministrativa e diocesi di appartenenza.

## Distribuzione per regione

### Abruzzo
- Regionale
  - Pontificio seminario regionale abruzzese-molisano, Chieti, fondato nel 1908 (seminario maggiore)
- Chieti-Vasto
  - Seminario Arcivescovile di Chieti (seminario minore)
- Lanciano-Ortona
  - Seminario Minore di Lanciano (seminario minore)
- Pescara-Penne
  - Seminario Diocesano di Pescara (seminario minore)

### Basilicata
- Regionale
  - Pontificio seminario regionale minore di Basilicata, Potenza (seminario minore)
- Potenza-Muro Lucano-Marsico Nuovo
  - Seminario Maggiore Interdiocesano della Basilicata, Potenza (seminario maggiore, con le diocesi di  Acerenza, Matera-Irsina, Melfi-Rapolla-Venosa, Tricarico e Tursi-Lagonegro)

### Calabria
- Regionale
  - Pontificio seminario regionale San Pio X, Catanzaro, fondato nel 1912 (seminario maggiore)
- Cassano all'Jonio
  - Seminario Vescovile di Cassano all'Jonio (seminario minore)
- Catanzaro-Squillace
  - Seminario Arcivescovile Liceale di Catanzaro-Squillace (seminario minore)
- Cosenza-Bisignano
  - Seminario Arcivescovile Cosentino Redemptoris Custos, Cosenza (seminario maggiore)
  - Seminario Redemptoris Mater, Fuscaldo (seminario maggiore)
- Crotone-Santa Severina
  - Seminario Arcivescovile di Crotone (seminario minore)
- Locri-Gerace
  - Seminario Vescovile di Locri (seminario minore)
- Mileto-Nicotera-Tropea
  - Seminario Vescovile di Mileto (seminario minore)
- Oppido Mamertina-Palmi
  - Seminario vescovile di Oppido Mamertina (seminario minore)
- Reggio Calabria-Bova
  - Seminario Maggiore Pio XI, Reggio Calabria (seminario maggiore)
- Rossano-Cariati
  - Seminario Arcivescovile di Rossano (seminario minore)
- San Marco Argentano-Scalea
  - Seminario Vescovile di San Marco Argentano - Scalea (seminario minore)

### Campania
- Regionale
  - Pontificio Seminario Interregionale Campano, Napoli (seminario maggiore)
- Aversa
  - Seminario Vescovile di Aversa (seminario minore)
- Benevento
  - Seminario Arcivescovile Sant'Andrea Apostolo, Benevento (seminario maggiore)
- Caserta
  - Seminario di Caserta (seminario minore)
- Cerreto Sannita-Telese-Sant'Agata de' Goti
  - Seminario diocesano di Cerreto Sannita (seminario minore)
- Napoli
  - Seminario Maggiore Teologico Cardinale Alessio Ascalesi, Napoli (seminario maggiore)
  - Seminario Minore Paolo VI, Napoli (seminario minore)
- Nola
  - Seminario Vescovile di Nola (seminario maggiore)
- Pozzuoli
  - Seminario Maggiore Redemptor Hominis, Pozzuoli (seminario maggiore)
- Salerno-Campagna-Acerno
  - Seminario Metropolitano Giovanni Paolo II, Salerno (seminario maggiore)
- Sorrento-Castellammare di Stabia
  - Seminario Arcivescovile di Sorrento (seminario maggiore)
- Teggiano-Policastro
  - Seminario vescovile di Teggiano
- Vallo della Lucania
  - Seminario Vescovile di Vallo della Lucania (seminario minore)

### Emilia-Romagna
- Regionale
  - Pontificio Seminario Regionale Flaminio Benedetto XV, Bologna (seminario maggiore)
- Bologna
  - Seminario Arcivescovile Benedetto XV di Bologna (seminario maggiore)
- Carpi
  - Seminario Vescovile San Giovanni Battista, Carpi (seminario maggiore e minore)
- Cesena-Sarsina
  - Seminario Vescovile Giovanni XXIII, Cesena (seminario maggiore)
- Faenza-Modigliana
  - Seminario Vescovile di Faenza (seminario maggiore)
- Ferrara-Comacchio
  - Seminario Arcivescovile dell'Annunciazione, Ferrara (seminario maggiore)
- Fidenza
  - Seminario Vescovile di Fidenza (seminario maggiore)
- Forlì-Bertinoro
  - Seminario Vescovile di Forlì (seminario maggiore)
- Imola
  - Seminario Diocesano di Imola (seminario maggiore)
- Modena-Nonantola
  - Seminario Metropolitano di Modena (seminario maggiore)
- Parma
  - Seminario Maggiore di Parma (seminario maggiore)
- Piacenza-Bobbio
  - Collegio Alberoni, Piacenza (seminario maggiore)
  - Seminario Vescovile Urbano di Piacenza (seminario maggiore)
- Ravenna-Cervia
  - Seminario Arcivescovile Santi Angeli Custodi, Ravenna (seminario maggiore)
- Reggio Emilia-Guastalla
  - Seminario Vescovile di Reggio Emilia (seminario maggiore)
- Rimini
  - Seminario Vescovile di Rimini (seminario maggiore)
- San Marino-Montefeltro
  - Seminario diocesano di San Marino - Montefeltro, Pennabilli (seminario maggiore)

### Friuli - Venezia Giulia
- Concordia-Pordenone
  - Seminario Diocesano di Pordenone (seminario maggiore)
- Trieste
  - Seminario Diocesano Missionario Redemptoris Mater, Trieste (seminario maggiore)
- Udine
  - Seminario Interdiocesano San Cromazio di Aquileia, Pagnacco (seminario maggiore)

### Lazio
Vitorchiano 
Seminario minore San Giovanni XXIII del istituto del verbo incarnato 
- Albano
  - Seminario Vescovile Pio XII, Albano Laziale (seminario maggiore)
- Anagni-Alatri
  - Pontificio Collegio Leoniano, Anagni, fondato nel 1897 (seminario maggiore)
  - Seminario Vescovile di Anagni (seminario minore)
- Frosinone-Veroli-Ferentino
  - Seminario Vescovile di Ferentino (seminario minore)
- Gaeta
  - Seminario Arcivescovile Tommaso De Vio, Gaeta (seminario minore)
- Sabina-Poggio Mirteto
  - Seminario Vescovile San Valentino, Poggio Mirteto (seminario maggiore)
- Santa Maria di Grottaferrata
  - Pontificio Seminario Minore di Grottaferrata (seminario minore)
- Sora-Cassino-Aquino-Pontecorvo
  - Seminario vescovile di Sora (seminario minore)
- Viterbo
  - Seminario diocesano Santa Maria della Quercia, Viterbo (seminario maggiore)

#### Roma
- Diocesi di Roma
  - Almo collegio Capranica, Roma, fondato nel 1457 (seminario maggiore)
  - Collegio Diocesano Redemptoris Mater (seminario maggiore)
  - Pontificio Seminario Romano Maggiore, Roma, fondato nel 1565 (seminario maggiore)
  - Pontificio Seminario Romano Minore, Roma, fondato nel 1913 (seminario minore)
  - Seminario Diocesano madonna del Divino Amore (seminario maggiore)
- Ordinariato militare per l'Italia
  - Seminario Maggiore San Giovanni XXIII (seminario maggiore)
- Altre istituzioni
  - Collegio Germanico-Ungarico, Roma
  - Collegium Russicum, Roma, fondato nel 1929
  - Pontificio Collegio Nepomuceno, Roma, fondato nel 1884
  - Pontificio collegio slovacco dei santi Cirillo e Metodio, Roma, fondato nel 1960
  - Pontificio Collegio Portoghese, Roma, fondato nel 1900
  - Seminario romano per le missioni, Roma, fondato nel 1871
  - Pontificio collegio ucraino
  - Pontificio Seminario Francese, Roma
  - Pontificio seminario lombardo, Roma, fondato nel 1854
  - Venerabile Collegio Inglese, Roma, fondato nel 1576
  - Pontificio collegio croato di San Girolamo

### Liguria
- Albenga-Imperia
  - Seminario vescovile di Albenga (seminario maggiore)
- Chiavari
  - Seminario Vescovile di Chiavari (seminario maggiore)
- Genova
  - Seminario Maggiore Benedetto XV di Genova (seminario maggiore)
  - Seminario di Gesù Bambino di Arenzano (seminario minore, religioso)
- Savona-Noli
  - Seminario Vescovile di Savona (seminario maggiore)
- La Spezia-Sarzana-Brugnato
  - Seminario Vescovile Maggiore di La Spezia (seminario maggiore)
- Ventimiglia-San Remo
  - Seminario Vescovile Pio XI, Ventimiglia (seminario maggiore)

### Lombardia
- Bergamo
  - Seminario vescovile Giovanni XXIII, Bergamo (seminario maggiore e minore)
  - Villa-seminario Barbarigo, Clusone
- Brescia
  - Seminario Vescovile Diocesano Maria Immacolata, Brescia (seminario maggiore e minore)
- Como
  - Seminario maggiore di Como (seminario maggiore)
- Crema
  - Seminario vescovile di Crema (seminario maggiore)
- Cremona
  - Seminario Vescovile di Cremona (seminario maggiore)
- Lodi
  - Seminario Vescovile di Lodi (seminario maggiore)
- Mantova
  - Seminario vescovile di Mantova (seminario maggiore)
- Milano
  - Seminario arcivescovile Pio XI, Venegono Inferiore (seminario maggiore)
- Pavia
  - Seminario diocesano di Pavia (seminario maggiore)
- Vigevano
  - Seminario Vescovile di Vigevano (seminario maggiore)
- Ex seminari
  - Antico Seminario (Monza)

### Marche
- Regionale
  - Pontificio Seminario Regionale Pio XI, Ancona (seminario maggiore)
- Ascoli Piceno
  - Seminario Diocesano Missionario Internazionale Redemptoris Mater, Ascoli Piceno (seminario maggiore)
- Fabriano-Matelica
  - Seminario Vescovile di Fabriano (seminario minore)
- Fermo
  - Seminario Arcivescovile di Fermo (seminario maggiore)
- Macerata
  - Seminario Diocesano Missionario Redemptoris Mater, Macerata (seminario maggiore)

### Molise
- Termoli-Larino
  - Seminario di Larino
  - Seminario Diocesano di Termoli (seminario minore)
- Campobasso-Boiano
  - Seminario Diocesano Missionario Redemptoris Mater, Sepino (seminario maggiore)

### Piemonte
- Acqui
  - Seminario diocesano di Acqui Terme (seminario maggiore)
- Alba
  - Seminario Vescovile di Alba (seminario minore)
- Alessandria
  - Seminario diocesano di Alessandria (seminario maggiore)
- Biella
  - Seminario Diocesano di Biella (seminario maggiore)
- Cuneo-Fossano
  - Seminario diocesano di Cuneo-Fossano, Fossano (seminario maggiore)
- Ivrea
  - Seminario Maggiore di Ivrea (seminario maggiore)
- Mondovì
  - Seminario Vescovile di Mondovì (seminario maggiore)
- Novara
  - Seminario Interdiocesano Maggiore di Novara (seminario maggiore, con le diocesi di Vercelli, Biella, Casale e Acqui)
- Pinerolo
  - Seminario Diocesano Missionario Redemptoris Mater, Luserna San Giovanni (seminario maggiore)
- Susa
  - Seminario Vescovile di Susa (seminario maggiore)
- Torino
  - Seminario Maggiore Arcivescovile di Torino (seminario maggiore)
  - Seminario Minore di Torino (seminario minore)
- Vercelli
  - Seminario Arcivescovile di Vercelli (seminario maggiore)
- Tortona
  - Seminario diocesano di Tortona (seminario maggiore)
- Ex seminari
  - Seminario vescovile di Asti
  - Seminario vescovile di Pinerolo

### Puglia
- Regionale
  - Pontificio Seminario Regionale Pugliese "Pio XI", Molfetta, fondato nel 1908 (seminario maggiore)
- Altamura-Gravina-Acquaviva delle Fonti
  - Seminario Diocesano di Gravina (seminario minore)
- Andria
  - Seminario Vescovile di Andria (seminario minore)
- Bari-Bitonto
  - Seminario Arcivescovile di Bari (seminario minore)
- Brindisi-Ostuni
  - Seminario Arcivescovile Benedetto XVI di Brindisi (seminario minore)
- Castellaneta
  - Seminario Minore Diocesano Giovanni Paolo II, Castellaneta (seminario minore)
- Cerignola-Ascoli Satriano
  - Seminario Vescovile San Potito Martire, Cerignola (seminario minore)
- Conversano-Monopoli
  - Seminario Vescovile San Michele Arcangelo, Conversano (seminario minore)
- Foggia-Bovino
  - Seminario Diocesano Sacro Cuore, Foggia (seminario minore)
- Lecce
  - Seminario Arcivescovile di Lecce (seminario minore)
- Lucera-Troia
  - Seminario Vescovile di Lucera (seminario minore)
- Manfredonia-Vieste-San Giovanni Rotondo
  - Seminario Arcivescovile Sacro Cuore, Manfredonia (seminario minore)
- Molfetta-Ruvo-Giovinazzo-Terlizzi
  - Seminario Vescovile di Molfetta (seminario minore)
- Nardò-Gallipoli
  - Seminario Diocesano di Nardò (seminario minore)
- Oria
  - Seminario Vescovile San Carlo Borromeo, Oria (seminario minore)
- Otranto
  - Seminario Arcivescovile di Otranto (seminario minore)
- San Severo
  - Seminario Vescovile di San Severo (seminario minore)
- Taranto
  - Seminario arcivescovile di Taranto (seminario minore)
- Trani-Barletta-Bisceglie
  - Seminario Arcivescovile Diocesano Don Pasquale Uva, Bisceglie (seminario minore)
- Ugento-Santa Maria di Leuca
  - Seminario Vescovile Monsignor E. Bruni, Ugento (seminario minore)

### Sardegna
- Regionale
  - Pontificio Seminario Regionale Sardo, Cagliari, fondato nel 1927 (seminario maggiore)
- Ales-Terralba
  - Seminario Diocesano di Ales (seminario minore)
- Alghero-Bosa
  - Seminario Diocesano di Bosa (seminario minore)
- Cagliari
  - Seminario arcivescovile di Cagliari (seminario minore)
- Iglesias
  - Seminario Diocesano Maria Immacolata, Iglesias (seminario minore)
- Lanusei
  - Seminario Vescovile Minore di Lanusei (seminario minore)
- Nuoro
  - Seminario Vescovile di Nuoro (seminario minore)
- Oristano
  - Seminario Arcivescovile dell'Immacolata, Oristano (seminario minore)
- Ozieri
  - Seminario Diocesano di Ozieri (seminario minore)
- Sassari
  - Seminario Arcivescovile di Sassari (seminario minore)
- Tempio-Ampurias
  - Seminario Vescovile di Tempio (seminario minore)

### Sicilia
- Acireale
  - Seminario Maggiore Vescovile di Acireale (seminario maggiore)
- Agrigento
  - Seminario Arcivescovile di Agrigento (seminario maggiore)
- Caltagirone
  - Seminario Vescovile di Caltagirone (seminario maggiore)
- Caltanissetta
  - Seminario Vescovile di Caltanissetta (seminario maggiore)
- Catania
  - Seminario Arcivescovile di Catania (seminario maggiore)
- Cefalù
  - Seminario Vescovile di Cefalù (seminario maggiore)
- Mazara del Vallo
  - Seminario Vescovile di Mazara del Vallo (seminario maggiore)
- Messina-Lipari-Santa Lucia del Mela
  - Seminario Arcivescovile "S. Pio X", Messina, fondato nel 1573 (seminario maggiore)
- Monreale
  - Seminario arcivescovile di Monreale (seminario maggiore)
- Nicosia
  - Seminario Vescovile di Nicosia (seminario maggiore)
- Noto
  - Seminario Vescovile di Noto (seminario maggiore)
- Palermo
  - Seminario Maggiore Arcivescovile San Mamiliano, Palermo (seminario maggiore)
- Patti
  - Seminario vescovile di Patti (seminario maggiore)
- Piana degli Albanesi
  - Seminario Vescovile di Piana degli Albanesi (seminario maggiore e minore)
  - Seminario Italo-Albanese di Palermo (non attivo)
- Piazza Armerina
  - Seminario Vescovile di Piazza Armerina (seminario maggiore)
- Ragusa
  - Seminario Vescovile Maggiore di Ragusa (seminario maggiore)
- Siracusa
  - Seminario Arcivescovile di Siracusa (seminario maggiore)
- Trapani
  - Seminario Vescovile di Trapani (seminario maggiore)

### Toscana
- Arezzo-Cortona-Sansepolcro
  - Seminario Vescovile Maggiore di Arezzo (seminario maggiore)
- Fiesole
  - Seminario vescovile di Fiesole (seminario maggiore)
- Firenze
  - Seminario maggiore arcivescovile di Firenze (seminario maggiore)
  - Seminario internazionale San Filippo Neri, Pontassieve
  - Seminario Redemptoris Mater, Scandicci (seminario maggiore)
- Grosseto
  - Seminario Vescovile Monsignor G.D. Mensini, Grosseto (seminario maggiore)
- Livorno
  - Seminario vescovile Girolamo Gavi, Livorno, fondato nel 1851  (seminario maggiore)
- Lucca
  - Seminario Arcivescovile di Lucca (seminario maggiore)
- Massa Carrara-Pontremoli
  - Seminario Vescovile Santi Ambrogio e Carlo, Massa (seminario maggiore)
- Massa Marittima-Piombino
  - Seminario vescovile di Massa Marittima (seminario maggiore)
- Pescia
  - Seminario Diocesano di Pescia (seminario maggiore)
- Pisa
  - Seminario Maggiore Interdiocesano Santa Caterina, Pisa (seminario maggiore)
- Pistoia
  - Seminario vescovile di Pistoia (seminario maggiore)
- Prato
  - Seminario Vescovile di Prato (seminario maggiore)
- San Miniato
  - Seminario Vescovile di San Miniato (seminario maggiore)
- Siena-Colle di Val d'Elsa-Montalcino
  - Seminario Arcivescovile di Siena (seminario maggiore)
- Volterra
  - Seminario Vescovile Sant'Andrea, Volterra (seminario minore)

### Trentino-Alto Adige
- Bolzano-Bressanone
  - Seminario maggiore di Bressanone (seminario maggiore)
  - Seminario Minore Vinzentinum, Bressanone (seminario minore)
- Trento
  - Seminario arcivescovile di Trento (seminario maggiore)
- Ex seminari
  - Seminario minore (Trento)

### Umbria
- Regionale
  - Pontificio seminario regionale umbro, Assisi, fondato nel 1912 (seminario maggiore)
- Spoleto-Norcia
  - Seminario Arcivescovile di Spoleto (seminario minore)

### Valle d'Aosta
- Diocesi di Aosta
  - Seminario Maggiore Vescovile di Aosta (seminario maggiore)

### Veneto
- Adria-Rovigo
  - Seminario Vescovile di Rovigo (seminario maggiore)
- Belluno-Feltre
  - Seminario Gregoriano, Belluno (seminario maggiore)
- Chioggia
  - Seminario Vescovile di Chioggia (seminario maggiore)
- Padova
  - Seminario Vescovile Maggiore di Padova (seminario maggiore)
  - Seminario Vescovile Minore di Padova (seminario minore)
- Treviso
  - Seminario vescovile di Treviso (seminario maggiore e minore)
- Venezia
  - Seminario Patriarcale di Venezia (seminario maggiore e minore)
- Verona
  - Seminario Vescovile Maggiore di Verona (seminario maggiore)
  - Seminario Vescovile Minore San Massimo, Verona (seminario minore)
- Vicenza
  - Seminario vescovile di Vicenza (seminario maggiore e minore)
- Vittorio Veneto
  - Seminario vescovile di Vittorio Veneto (seminario maggiore e minore)